# Oberes Schlichemtal

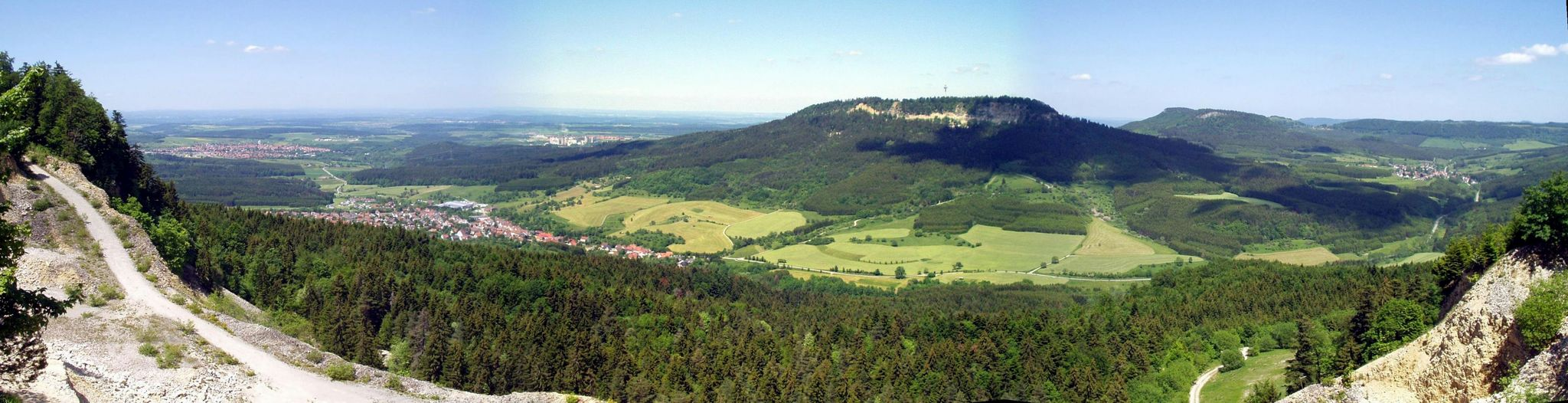
Der Plettenberg (1002 m) vom Ortenberg aus gesehen (996 m), davor das Schlichemtal.

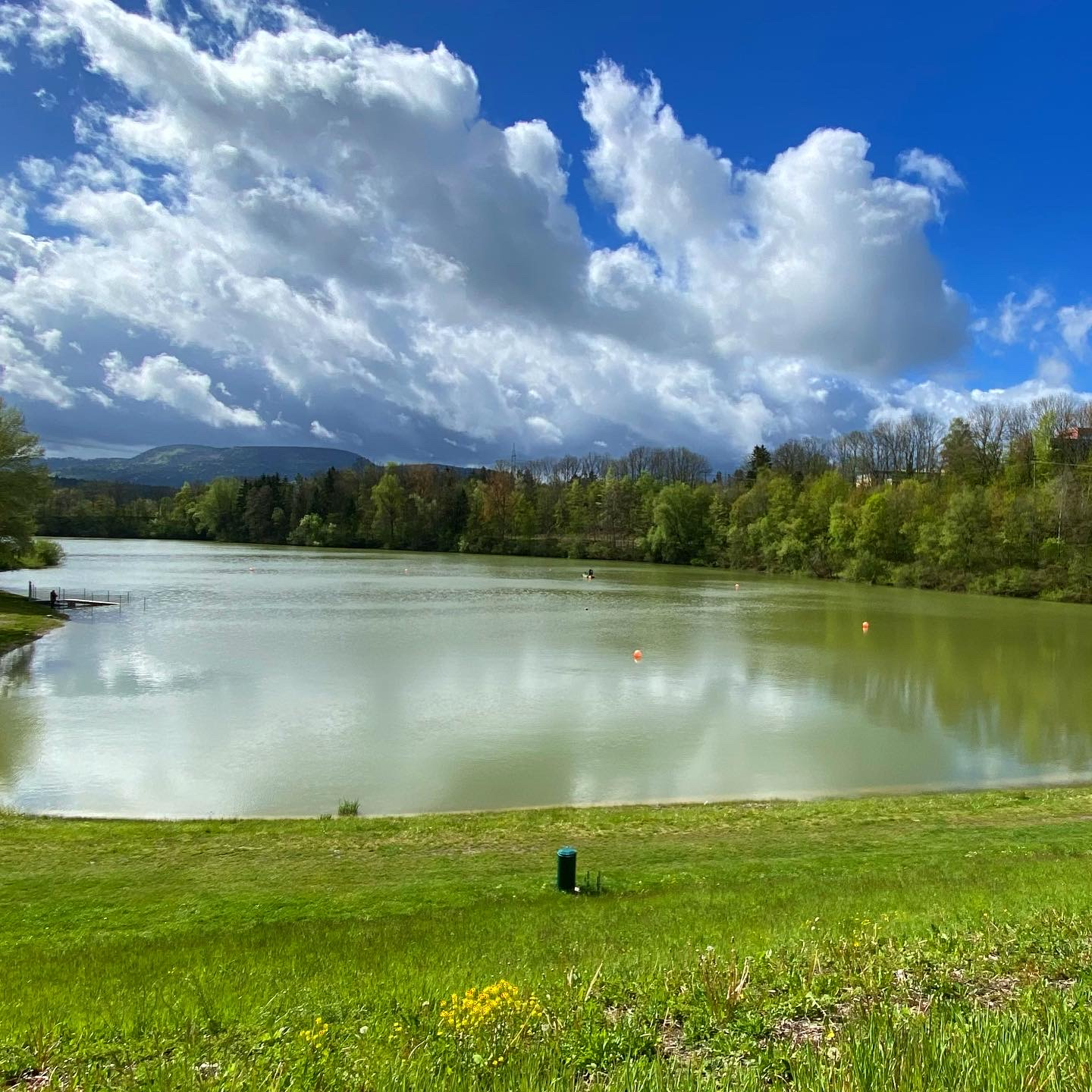
Der Schömberger Stausee, im Hintergrund Rainen und Ortenberg

Das Obere Schlichemtal ist ein Naherholungsgebiet im Südwesten des baden-württembergischen Zollernalbkreises, welches vom namensgebenden Fluss Schlichem durchquert wird.

## Städte und Gemeinden
Die Stadt Schömberg mit dem Stadtteil Schörzingen sowie die Gemeinden Dautmergen, Dormettingen, Dotternhausen, Ratshausen, Hausen am Tann, Weilen unter den Rinnen und Zimmern unter der Burg gehören zum Gemeindeverwaltungsverband Oberes Schlichemtal. Außerdem zählt Tieringen als Stadtteil von Meßstetten zum Oberen Schlichemtal, gehört jedoch nicht dem Gemeindeverwaltungsverband an.

## Naherholungsgebiet Oberes Schlichemtal
Das Tal liegt zwischen den angrenzenden Bergen Plettenberg und Ortenberg, welche zu den höchsten Bergen der Schwäbischen Alb zählen. Schömberg als größte Gemeinde gilt als Zentrum des Oberen Schlichemtals und liegt oberhalb der Schlichemtalsperre, welche seit 1944 die Schlichem aufstaut. Entlang der Schlichem führt von der Quelle bei Tieringen bis zur Mündung in den Neckar bei Epfendorf der durchgängig verlaufende Schlichemwanderweg. Die umliegenden Berge, alle Gemeinden und weitere Ausflugsziele des Oberen Schlichemtals sind über Wander- und Radwege erschlossen.
In den Orten finden sich Hotels, Pensionen und Ferienwohnung sowie in Schömberg auch ein Campingplatz.

### Ausflugsziele

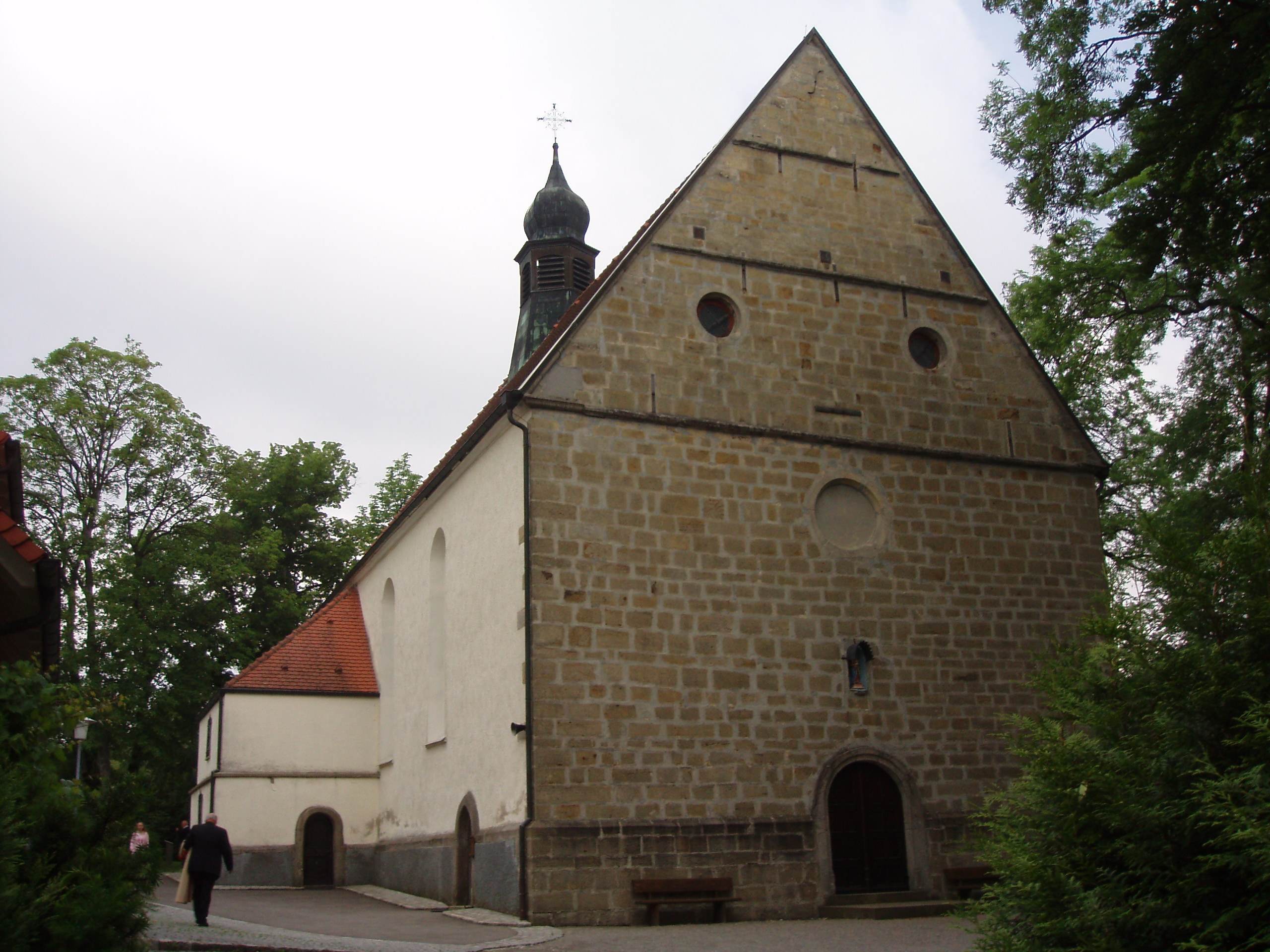
Wallfahrtskirche Palmbühl

- Berge des Großen Heubergs mit Fernsichten bis zu den Alpen und dem Schwarzwald (Lochenstein, Ortenberg, Plettenberg, Rainen, Schafberg)
- Schlichemtalsperre (Schömberger Stausee) mit Bootsverleih und Bademöglichkeiten
- Diverse sehenswerte Kirchen wie z. B. die Wallfahrtskirche Palmbühl bei Schömberg[2]
- Museen bzw. Ausstellungen wie das Narrenmuseum in Schömberg, das Fossilienmuseum in Dotternhausen oder der KZ-Gedenkpfad Eckerwald[3]
- Bauwerke wie das Schlichem-Viadukt

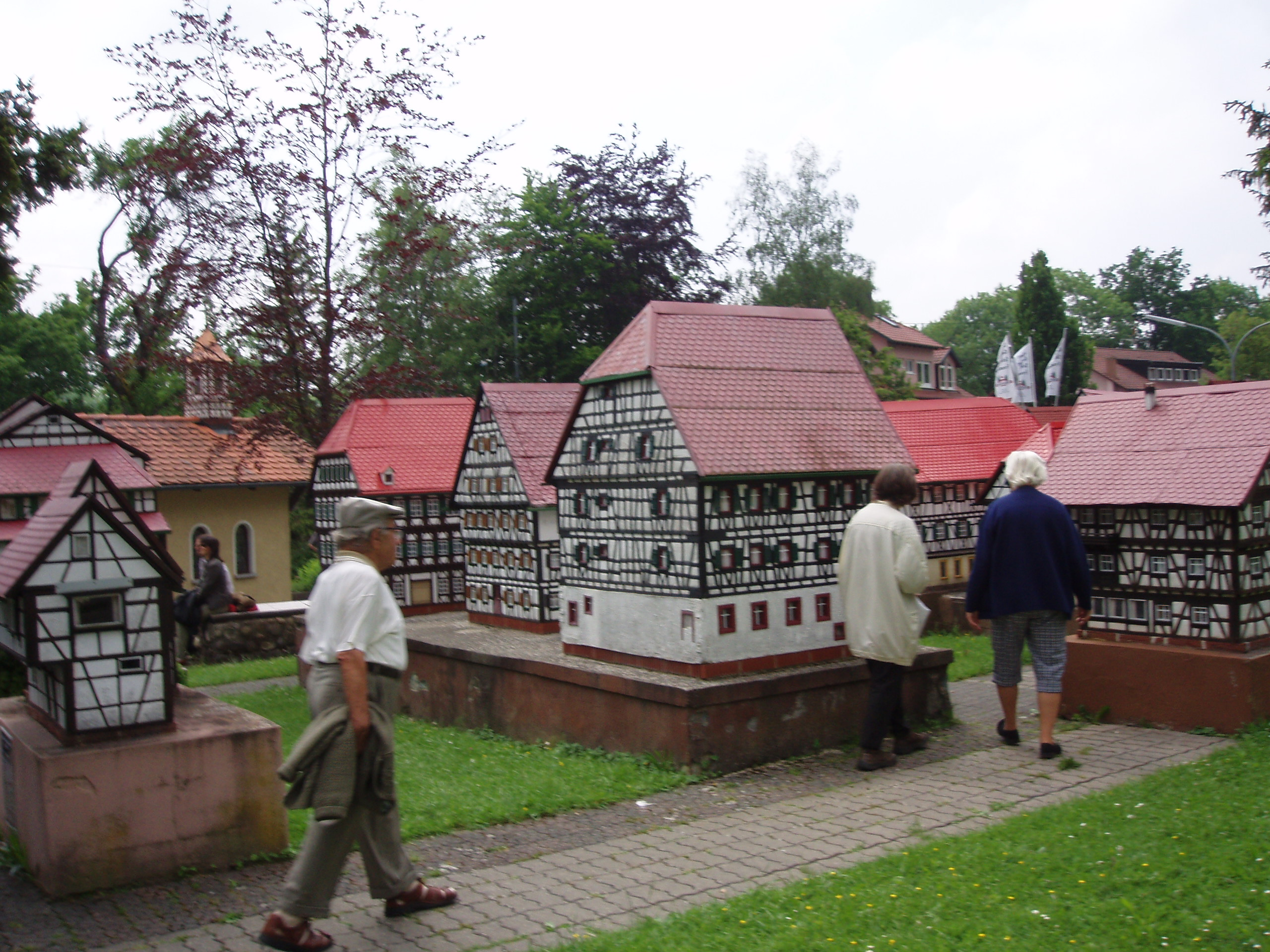
Miniaturstadt beim Schömberger Stausee